# Benice (Kamień Pomorski)
Benice (deutsch Benz) ist ein Dorf in der Gemeinde Kamień Pomorski in  der polnischen Woiwodschaft Westpommern.

## Geographische Lage
Die Ortschaft liegt in Hinterpommern,  zwölf Kilometer südöstlich  der Stadt  Kamień Pomorski (Cammin in Pommern)  und 58 Kilometer nördlich von Stettin.

## Geschichte

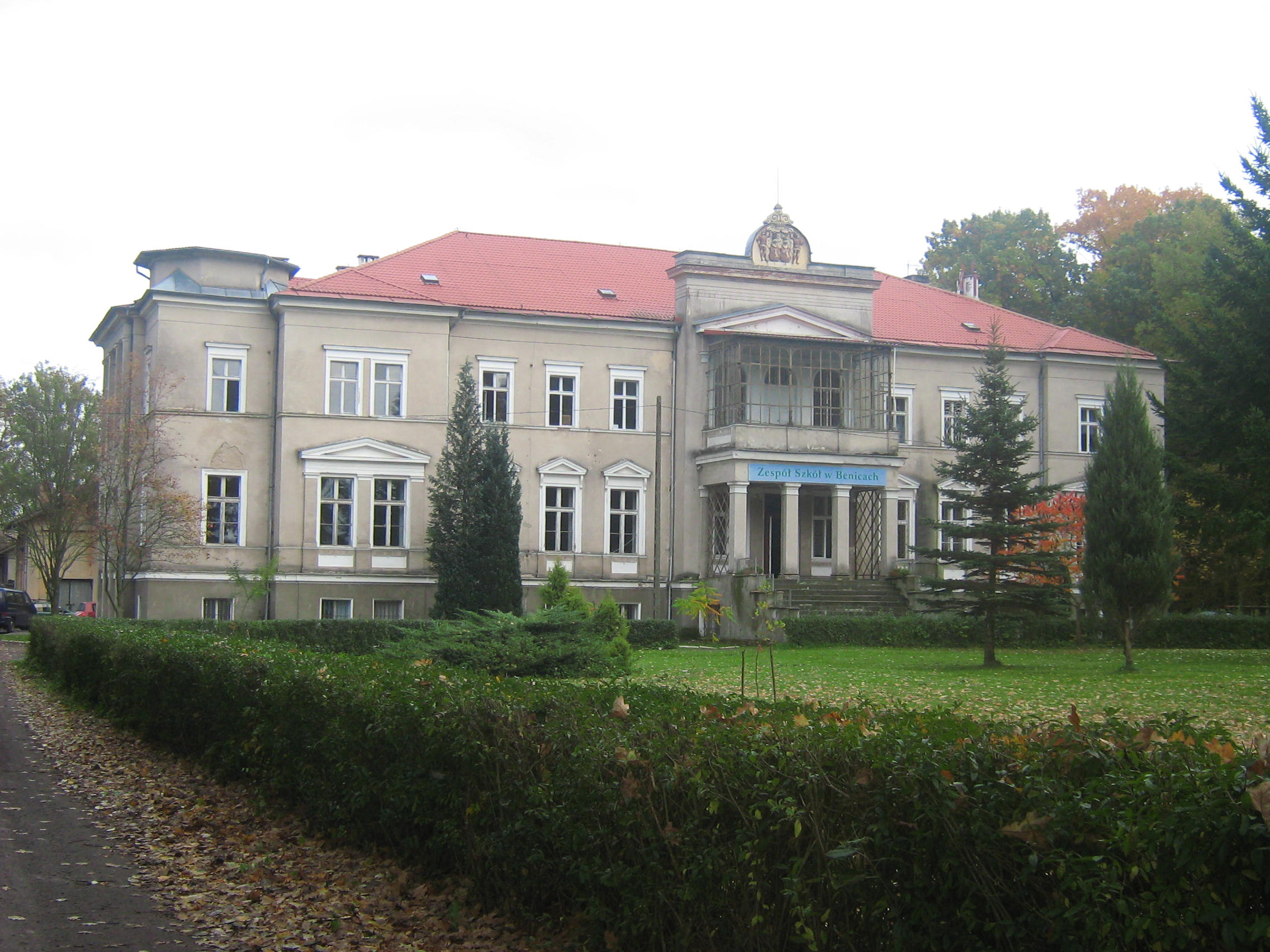
Ehemaliges Gutshaus der Grafen von Flemming-Benz, erbaut 1867.

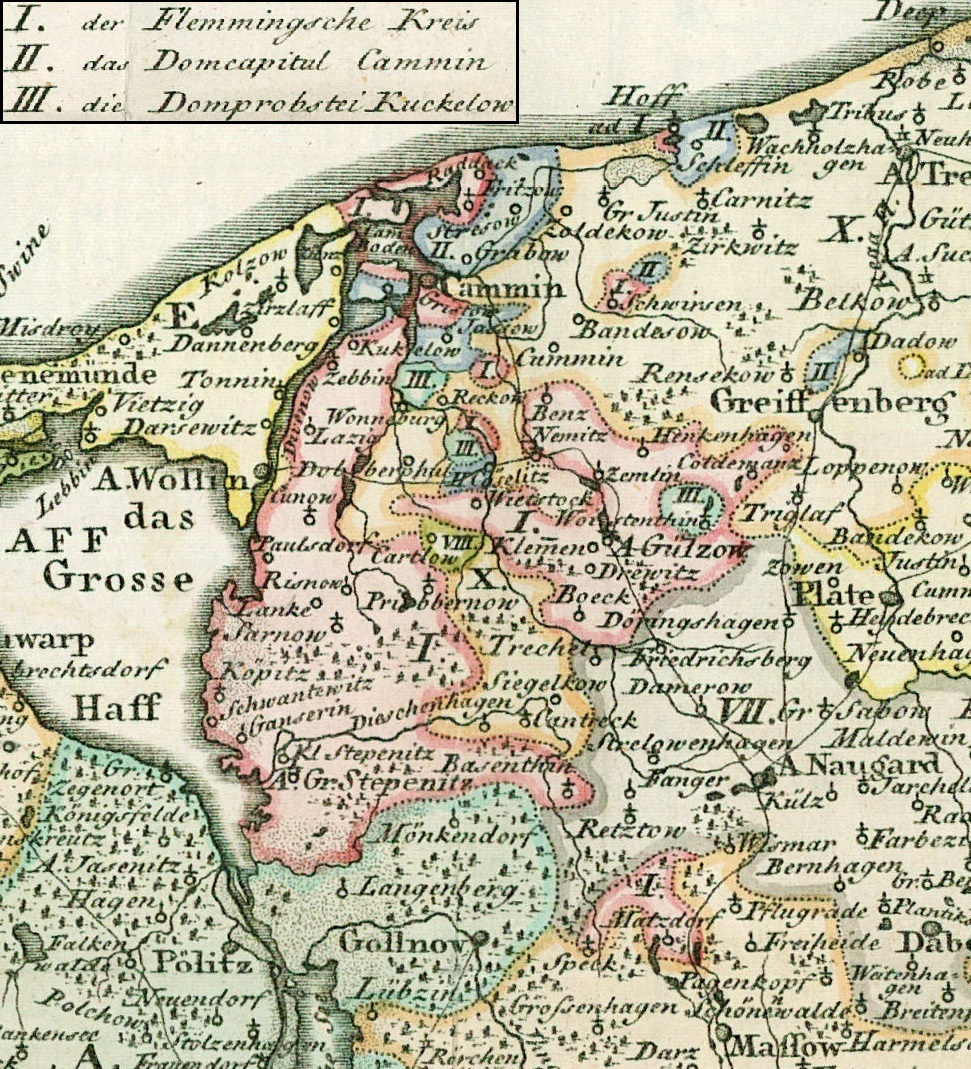
Benz, südöstlich von Cammin und westlich von Greifenberg, auf einer Landkarte des 18. Jahrhunderts.

Die Ortschaft wurde erstmals 1365 urkundlich erwähnt. Im Jahr  1466 hat die Familie Flemming aus Böck Besitz in Benz. 1628 bestehen drei Anteile mit zusammen 20 Hufen, und es gab im Dorf fünf Kossäten, einen Müller, einen Schmied, einen Schäfer und ein Gasthaus.  Um 1780 gab es in der Ortschaft ein Vorwerk, zehn Bauern, zwei Kossäten, einen Schmied, eine Windmühle, einen Schulmeister und insgesamt 36 Haushaltungen. Um 1870 hatte das Lehnrittergut eine Größe von 440 Hektar und 147 Einwohner,  das Kirchdorf Benz hatte 31 Besitzer auf 277,5 Hektar und 192 Einwohner.
Um 1930 hatte die Gemarkung der Gemeinde Benz drei Wohnorte, in denen insgesamt  41 Wohnhäuser standen:
1. Benz
2. Klaushagen
3. Pemplow

Im Jahr 1925 wurden in der Gemeinde Benz 426  Einwohner gezählt, die auf 88 Haushaltungen verteilt waren.
Die Gemarkung der Gemeinde Benz hatte eine Flächengröße von 1.690 Hektar, wovon 625,4 Hektar Forst waren. Das Rittergut hatte 1944 eine Größe von ca. 1.120 Hektar. Die Güter Benz und Böck gehörten zuletzt bis 1945 Curd Hasso Graf von Flemming-Benz (1897–1977).
Ortsteil Klaushagen. Dieser Ortsteil wurde erstmals 1321 urkundlich erwähnt. Im Jahr 1628 bestand hier eine Schäferei, die zum Dorf Benz gehörte. Um 1780 gab es in Klaushagen ein Vorwerk mit einer Schäferei und vier Feuerstellen. 1870 gab es hier ein Vorwerk von 487 Hektar Größe, fünf Wohngebäude  und  65
Einwohner. 1923 wurden zehn Rentengüter mit 169 Hektar gegründet. 1944 gehörte ein Forst von 341 Hektar Größe zum Waldgut Benz.
Ortsteil Pemplow. Dieser Ortsteil wurde 1308 als Besitz des Domkapitels Cammin  urkundlich erwähnt. Im Jahr 1530 bleiben das Schulzenamt mit vier Hufen bei der Familie Steinwehr, und die Benzer Bauern besetzen die wüsten Hofstellen (zehn Hufen).  Um 1780 gehört das Vorwerk mit der Schäferei und fünf Feuerstellen zum Gut Benz. Um 1870 ist der Ortsteil ein Lehnrittergut der Flemming mit 451,5 Hektar und 96 Einwohnern. Im Jahr 1939 gehören die Schäferei und das Vorwerk zu Benz. 1867 wurde ein neues Gutshaus errichtet, an derselben Stelle, an der auch das alte gestanden hatte.
Bis 1945 gehörte Benz zum Landkreis Cammin i. Pom. im Regierungsbezirk Stettin der preußischen Provinz Pommern des Deutschen Reichs. Benz war Sitz des Amtsbezirks Benz.
Gegen Ende des Zweiten Weltkriegs erhielt die Bevölkerung von Benz am 4. März 1945 spät abends die Erlaubnis zur Räumung des Dorfs, die  jedoch zu spät kam.  Die Trecks wurden  am 5. März 1945 mittags bei Parlowkrug  von sowjetischen Panzern beschossen und überrollt. Nach Kriegsende wurde Benz unter polnische Verwaltung gestellt. Mit der Übernahme der Verwaltung durch die Polen im Sommer 1945 setzte in der Region die  endgültige Ausweisung der verbliebenen Bevölkerung ein, die im selben Jahr weitgehend abgeschlossen war.

## Kirche
Die vor 1945 in Benz anwesende Dorfbevölkerung gehörte mit großer Mehrheit dem evangelischen Glaubensbekenntnis an. Die Dorfkirche von Benz, in die auch die Protestanten aus Klaushagen eingepfarrt waren,  war eine Filialkirche von Königsmühl.
Am 3. August 1898, dem Geburtstag des Stifters Erblandmarschall Hasso Graf von Flemming, wurde in schöner Lage  auf einer Anhöhe am Dorfausgang eine neue Kirche eingeweiht, ein neugotischer Backsteinbau mit einem Turm, der von zwei Treppentürmchen flankiert ist. Sie ersetzte eine kleine Fachwerkkirche, die 1594 als Filialkirche von Königsmühl erwähnt wurde und die bis 1945 noch als Begräbniskapelle diente, dann jedoch abgerissen wurde. Das Patronat über die Kirchen von Benz lag in den Händen der Familie Flemming.

## Schule
Benz hatte bis 1945 eine eigene Volksschule.

## Persönlichkeiten: Söhne und Töchter des Ortes
- Karl von Flemming (1872–1938), Fideikommissherr auf Basenthin, Gutsherr auf Leussin bei Wollin und Mitglied des Deutschen Reichstags
- Richard von Flemming (1879–1960), Großgrundbesitzer und Landwirtschaftsfunktionär